# Jean II d'Opole
Jean II d'Opole dit Jean II le Bon (polonais : Jan II Dobry) (né vers 1458/1460 – 27 mars 1532) fut un duc d'Opole-Brzeg(jusqu'en 1481)-Strzelce-Niemodlin en 1476 avec son frère comme corégent jusqu'en 1476), il règne sur Gliwice (en 1494), Toszek (en 1495), Niemodlin (en 1497), Bytom (en 1498), Koźle (en 1509), et enfin Racibórz en 1521.

## Biographie

### Origine et premières années
Jean II est le second fils du duc Nicolas Ier d'Opole et de son épouse  Agnès, fille du duc Louis II de Brzeg. Après les disparations successives de son père et de son frère ainé Louis en 1476, Jean II partage conjointement sur la duché avec son jeune frère Nicolas II. Toutefois  sans doute la même année, les deux frères décident d'effectuer un partage de leurs domaines: Jean II reçoit le gouvernement d'Opole, Strzelce et Brzeg, pendant que Nicolas II obtient Niemodlin. Il semble toutefois que cette division soit formelle et que les deux frères continuent de régner conjointement sur la totalité de leur héritage.
Pendant sa longue vie, Jean II est à l'origine dans le petit duché d'Opole d'un développement économique significatif. La constante acquisition de territoires en Haute-Silésie, n'est pas non plus sans importance sur le fait qu'il devienne l'un des plus puissants souverains de Silésie. Toutefois les  premières années du règne de Jean II  sont prospères. Ensuite en 1477 conjointement avec son frère Nicolas II, le duc achète Prudnik au duc  Conrad X d'Oleśnica, mais quatre ans plus tard en 1481, sous la pression du duc Frédéric Ier de Legnica les deux frères doivent accepter de racheter le gage qu'il avait sur Brzeg depuis 1450.
Le 27 juin 1497 Nicolas II est jugé et décapité sur la place du marché de  Nysa  à la demande du duc Casimir II de Cieszyn, du duc  Henri Ier l'Aine de Ziębice et de Jan IV Roth le Prince-évêque de Wrocław. Dès qu'il est informé des événements tragiques de Nysa, Jean II décide de venger la mort de son frère et met ses troupes en ordre de marche afin d'effectuer une brutale expédition de représailles contre Cieszyn. C'est uniquement l'intervention diplomatique du roi Vladislas IV de Bohême et son manque d'allier pour entreprendre une guerre qui préserve la Silésie d'une guerre civile.

### Expansion du duché
À partir de la décennie 1490 Jean II mène un considérable développement de ses possessions. Thanks to the increased debts of several Silesian rulers, en seulement quelques années la duc d'Opole revient le souverain de la plus grande partie de la Haute-Silésie. Seul le duché de Cieszyn maintient son Independence, pendant
qu'Oświęcim est annexée par la Pologne. L'accroissement du duché d'Opole est lent mais continuel: en 1494 il acquiert  Gliwice et un an après en 1495 Toszek qu'il achète aussi. En 1497, après la mort de son frère
Nicolas II Jean II hérite de Niemodlin, en 1498 il achète  Bytom, et le château de  Świerklaniec avec ses privilèges et droits, et finalement en 1509 il annexe Koźle.

### L'héritage de Racibórz
Après toutes ses acquisitions territoriales, seule la frontière sud de la Silésie est encore gouvernée par 
les ducs de  Racibórz issus de la dynastie des Přemyslides. Le premier contrat de succession mutuelle avec eux remonte au règne du duc Jean V et a été conclu vers 1478, probablement à l'occasion du mariage entre Jean V et Magdeleine d'Opole, la sœur de Jean II. Cependant, c'est seulement après le décès imprévu des fils ainés de Jean V, les propres neveux de Jean II : Nicolas VII et Jean VI en 1506 et la montée sur le trône du cadet et seul frère survivant, Valentin, seul héritier du duché de Racibórz, que le vieux traité avec le duc d'Opole revient à l'ordre du jour.
Un contrat formel d'héritage mutuel est conclu en 1511 entre le duc sans enfant Valentin et Jean II. Le contrat, qui  reçoit l'approbation du roi Ladislas IV de Bohême, devient effectif à la mort de Valentin en 1521. Jean II hérite du duché de Racibórz, qui est rattaché au duché Opole. Le nouveau duché d'Opole-Racibórz recouvre une région qui s'étend de Ścinawa et de la rivière Nysa Kłodzka à l'ouest, des Sudètes et de la Vistule au sud, à la frontière avec le royaume de Pologne à l'est et au nord. Ce qui représente une surface de 12 000 km2.
Dès le début de son règne, Jean II qui semble imprégné de culture polonaise, maintient des contacts réguliers avec les rois successifs Jean Ier Albert Jagellon, Alexandre Ier Jagellon et Sigismond le Vieux. Il a même été suggéré que Jean II ne connaissait que les langues polonaise et tchèque cette dernière étant la « langue officielle » utilisée en Silésie. Jean II préfère probablement résider dans ses domaines propres et quitte rarement Opole. On ne connait qu'un seul cas où le duc d'Opole sort de Silésie pour se rendre à l'étranger, en 1476, lorsque Jean II se rend en Apulie dans le sud de l'Italie comme envoyé du roi  Matthias Corvin de Hongrie, chargé d'escorter sa fiancée Béatrice, fille du roi Ferdinand Ier. Jean II est un passionné de chasse dans les forêts de Haute-Silésie et ce passe-temps est à l'origine de dépenses importantes.

### Privilèges aux villes
Jean II, du fait de l'évolution économique favorable de ses domaines accorde de nombreux privilèges. il demeure célèbre pour avoir promulgué le 16 novembre 1528 à Opole, les 72 articles de l' « Ordunek Górny » un privilège destiné au développement de l'exploitation minière dans le duché, qui réduit considérablement les revenus du trésor ducal. Toutefois en contrepartie des privilèges accordés aux cités, Jean II  reçoit une partie des bénéfices provenant de l'exploitation des mines. Parmi les bénéficiaires de ces libéralités se trouve Tarnowskie Góry, qui est devient l'une des plus grandes et prospères villes de Haute-Silésie. Peu de temps avant sa mort en 1531, Jean II  accorde également des  privilèges aux habitants des cités d'Opole et de Racibórz afin de les protéger des exigences grandissantes de la noblesse: le « Privilège Hanuszowy ».

### Décès et succession
Jean II ne se marie jamais et n'a pas de descendant. La raison la plus probable est qu'il souffrait d'Impuissance sexuelle. De ce fait plusieurs années avant sa mort, Jean II voit se développer une compétition entre 
plusieurs prétendants à son héritage. Parmi les candidats à la succession du duc on trouve d'abord le roi 
Louis II de Hongrie-Bohême et après sa mort en 1526 son beau-frère et successeur potentiel Frédéric Ier de Habsbourg, les ducs  Casimir II de Cieszyn et Frédéric II de Legnica comme lui issu des Piast de Silésie et même Zdenko Lew, Burgrave de Prague. Initialement celui qui avait le moins de chance de devenir l'héritier de Jean II est le margrave Georges de Brandebourg-Ansbach. Cependant le Margrave obtient l'appui du roi  Louis II et la faveur du vieux duc d'Opole, Jean II le Bon lui-même. La mort du roi Louis II lors de la bataille de Mohacs en 1526 et la succession contestée de Ferdinand Ier de Habsbourg dans le royaume de Bohême-Hongrie redonnent des chances à Georges de Brandebourg pour la succession.
Toutefois c'est seulement après avoir conclu un traité à Prague le 17 juin 1531 et payer 183.333 florins au roi Ferdinand Ier que Jean II réussit à lui faire accepter le margrave d'Ansbach. Jean II, le dernier descendant en lige masculine de la lignée des Piast d'Opole meurt à Racibórz le 27 mars 1532 et il est inhumé dans l'église de la Sainte-Croix d'Opole. Après sa mort le duché d'Opole-Racibórz revient à Georges de Brandebourg-Ansbach mais conformément à l'accord précité la totalité des biens mobiliers du défunt duc est transférée à Vienne.